# Rettegés alkonyat után
A Rettegés alkonyat után (eredeti cím: The Town That Dreaded Sundown) 2014-ben bemutatott amerikai slasher horrorfilm, amely az 1976-os, azonos című film folytatása. A filmet Alfonso Gomez-Rejon rendezte nagyjátékfilmes debütálásában, a forgatókönyvet Roberto Aguirre-Sacasa írta, a producerek pedig Jason Blum és Ryan Murphy. A főszerepben Addison Timlin, Travis Tope, Spencer Treat Clark, Veronica Cartwright és Gary Cole látható. Ed Lauter és Edward Herrmann egyik utolsó filmje volt, mielőtt 2013 októberében, illetve 2014 decemberében elhunytak.
A projektet eredetileg az 1976-os azonos című film remake-jeként tervezték, Gomez-Rejon rendezte volna az Aguirre-Sacasa által írt forgatókönyv alapján, a producere pedig Jason Blum volt a Blumhouse Productions nevű cégén keresztül, az Amerikai Horror Story társalkotója, Ryan Murphy mellett. A filmet azonban folytatásnak tervezték, és számos elemet és utalást tartalmazott az eredeti filmből. A forgatás 2013. június 17-én kezdődött Texarkanában, és 2013. június 20-án ért véget.
A film 2014. október 16-án került a mozikba az Orion Pictures forgalmazásában. A film mindössze 120 459 dolláros bevételt hozott az első bemutatóján, és vegyes kritikákat kapott a kritikusoktól, akik dicsérték a produkciós értékeit, a látványt és az alakításokat, de kritizálták a forgatókönyvet, az eredetiséget és a karakterfejlődést. A film 2019 februárjáig több mint 100 ezer dollárt hozott a videóeladásokból.

## Rövid történet
65 évvel azután, hogy egy álarcos sorozatgyilkos rettegésben tartotta Texarkana kisvárosát, újra kezdődnek az úgynevezett "holdfényes gyilkosságok".

## Szereplők
- Addison Timlin – Jami Lerner
- Travis Tope – Nick Strain
- Veronica Cartwright – Lillian
- Gary Cole – Tillman rendőrfőnök-helyettes
- Joshua Leonard – Foster helyettes
- Edward Herrmann – Cartwright tiszteletes
- Anthony Anderson – "Magányos farkas" Morales
- Ed Lauter – Underwood seriff
- Arabella Field – Dr. Kelly
- Denis O'Hare – Charles Pierce Jr.
- Spencer Treat Clark – Corey Holland
- Morganna Bridgers – Kendra Collins
- Wes Chatham – Danny Torrens
- Jaren Mitchell – Johnny
- Kurt Krause – Roy
- Lance E. Nichols – Holdridge polgármester
- Lanee Landry – Ardele
- Colby Boothman – Paul Mason[2]
- Bill Stinchcomb – Mr. Holland
- Danielle Harris – Townsperson
- Charles B. Pierce, Jr. – Férfi az étteremben

## Megjelenés
A Rettegés alkonyat után című filmet először 2014. szeptember 18-25. között a texasi Austinban megrendezett 10. Fantastic Festen mutatták be, amelyen Gomez-Rejon rendező is részt vett, majd 2014. október 4-én a kaliforniai Los Angelesben megrendezett Beyond Festen jelent meg. Nemzetközi bemutatója a BFI Londoni Filmfesztiválon volt 2014. október 14-én. A Deadline Hollywood és a Bloody Disgusting is azt közölte, hogy a filmet a Metro-Goldwyn-Mayer régóta nem működő leányvállalata, az Orion Pictures adja ki 2014. október 16-án a mozikban. A filmet ezután a Blumhouse Productions új, BH Tilt nevű kiadója, a több platformon keresztül filmeket megjelentető Video on Demand kiadványán keresztül digitálisan is megjelentette.

## Médiakiadás
Az Image Entertainment megvásárolta az amerikai házivideó-forgalmazási jogokat, és 2015. július 7-én DVD-n és Blu-rayen kizárólag a Best Buy forgalmazásában jelentette meg a filmet